# MP Korado Supermaxi 50 EFI
MP Korado SUPERMAXI 50 EFI je moped vyráběný od roku 2020 firmou MP Korado. Objem motoru je 49 cm³, na mopedu je možné jezdit s řidičským průkazem AM. Díky mopedové homologaci tento stroj nepodléhá pravidelné STK (registrace na RZ je samozřejmě nutná). Moped má čtyřtaktní motor s nízkou spotřebou a vstřikováním EFI místo karburátoru. Nechybí elektrický startér (pro startování lze použít i šlapky). Díky nízké provozní hmotnosti, lehkému nástupu je tento moped vhodný pro starší uživatele. Je perfektním pomocníkem na cestování na houby, ryby na chatu a nebo na nákup do města.

## Technické parametry
Nejdůležitější parametry:
- Spotřeba: 1,3 l/100 km
- Typ paliva: Natural 95
- Provozní hmotnost: 65 kg
- Dávkování paliva: vstřikování EFI
- Chlazení: vzduchem
- Maximální rychlost: 45 km/h
- Baterie: 12 V, 4 Ah
- Největší technicky povolená hmotnost: 215 kg
- Stojan: centrální a boční
- Brzdy: přední/zadní: ruční / ruční obě bubnové
- Průměr kol: 12''
- Pojistka: 10 A[3]
- Klakson: 12 V, 3 A, 105 dB
- Převod: Řetěz
- Kontrolky/osvětlení palubní desky: 12 V, 3 W
- Barvené provedení – jednosedlo: červená, modrá, zelená, šedá
- Barevné provedení – dvousedlo: červená, modrá, od 11/2020 nově zelená

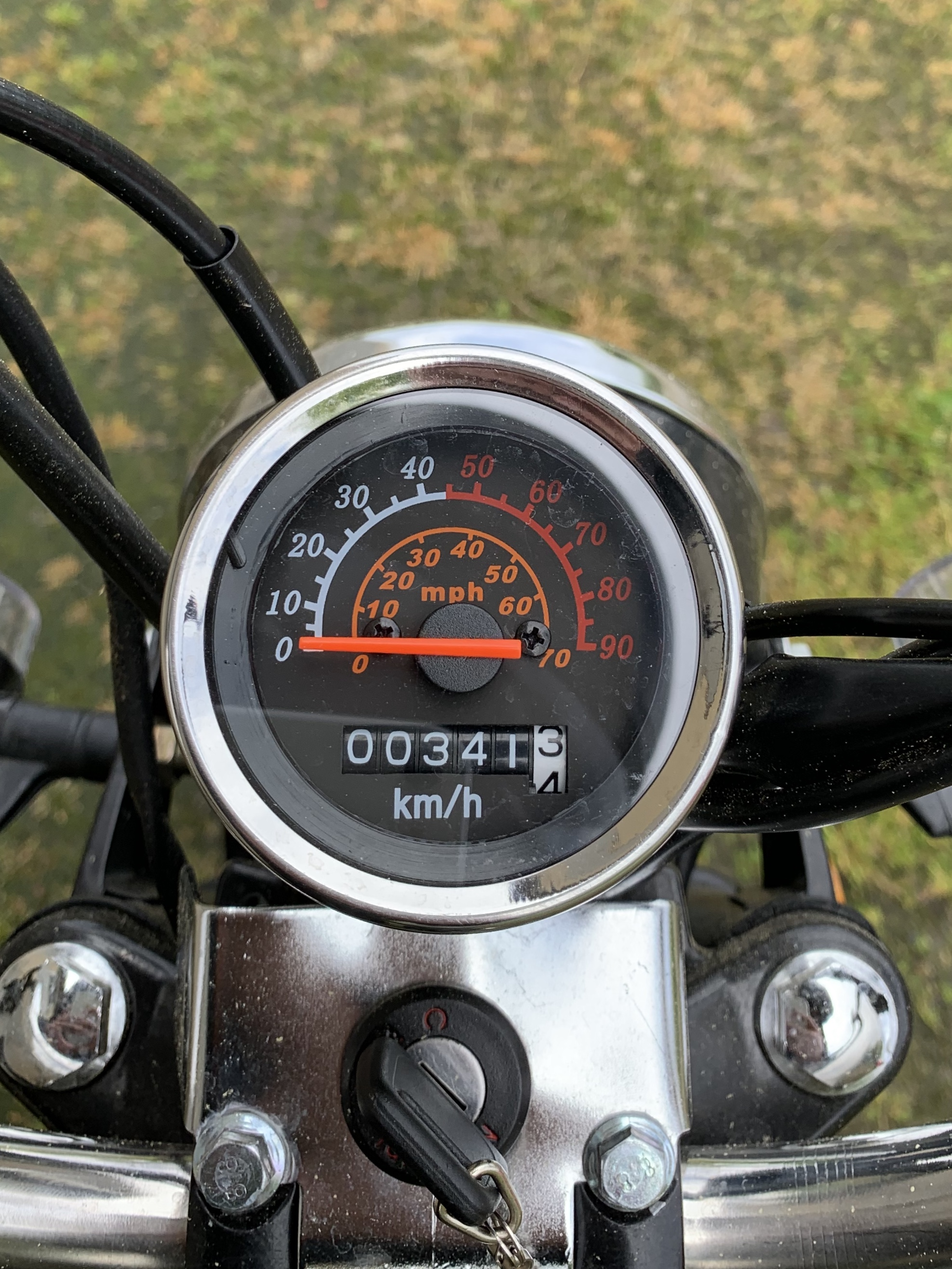
Budík na mopedu SUPERMAXI